# Superserien 2024
Die Superserien 2024 war die 34. Saison der höchsten American-Football-Liga in Schweden. Die Carlstad Crusaders wurden zum zehnten Mal schwedischer Meister.
Die Serie wurde vom 4. April bis 8. Juni 2024 ausgetragen. Die Playoffs fanden vom 15. Juni bis 6. Juli 2024 statt.

## Teilnehmer und Modus
Die Liga wurde von vier auf acht Mannschaften aufgestockt. Erstmals nahm dabei mit den Oslo Vikings ein norwegisches Team an der Liga teil.
- Carlstad Crusaders
- Örebro Black Knights
- Oslo Vikings (neu, norwegischer Meister)
- Stockholm Mean Machines (Titelverteidiger)
- Tyresö Royal Crowns
- AIK (Stockholm, Aufsteiger)
- Limhamn Griffins (Malmö, Aufsteiger, Sieger Division 1)
- Kristanstad Predators (Aufsteiger)

Jedes der acht Teams spielte je ein Mal gegen jedes andere Team. Nach Abschluss der regulären Saison gelangten die sechs bestplatzierten Teams in die Playoffs.

## Reguläre Saison
|   |                         | Sp | S | U | N | SQ    | P+  | P–  | PDiff | Punkte |
| - | ----------------------- | -- | - | - | - | ----- | --- | --- | ----- | ------ |
| 1 | Carlstad Crusaders      | 7  | 7 | 0 | 0 | 1,000 | 250 | 061 | +189  | 14:0   |
| 2 | Stockholm Mean Machines | 7  | 6 | 0 | 1 | 0,857 | 255 | 113 | +113  | 12:2   |
| 3 | Tyresö Royal Crowns     | 7  | 5 | 0 | 2 | 0,714 | 240 | 158 | 0+82  | 10:4   |
| 4 | Örebro Black Knights    | 7  | 3 | 0 | 4 | 0,429 | 170 | 173 | 00–3  | 06:6   |
| 5 | Oslo Vikings            | 7  | 3 | 0 | 4 | 0,429 | 180 | 205 | 0–25  | 06:6   |
| 6 | Limhamn Griffins        | 7  | 2 | 0 | 5 | 0,286 | 107 | 228 | –121  | 04:8   |
| 7 | Kristanstad Predators   | 7  | 1 | 0 | 6 | 0,143 | 108 | 251 | –143  | 2:10   |
| 8 | AIK                     | 7  | 1 | 0 | 6 | 0,143 | 071 | 192 | –121  | 2:10   |

## Play-offs

### Viertelfinale
|                     |              | {{{Spiel}}}          |         |              |  |             |
| 15. Juni 2024 15:00 |              | Örebro Black Knights | 28 : 41 | Oslo Vikings |  | Behrn Arena |
| 15. Juni 2024 15:00 | Spielbericht | Örebro Black Knights |         | Oslo Vikings |  | Behrn Arena |

|                     |              | {{{Spiel}}}         |        |                  |  |              |
| 15. Juni 2024 17:00 |              | Tyresö Royal Crowns | 35 : 6 | Limhamn Griffins |  | Tyresövallen |
| 15. Juni 2024 17:00 | Spielbericht | Tyresö Royal Crowns |        | Limhamn Griffins |  | Tyresövallen |

### Halbfinale
|                     |              | {{{Spiel}}}        |         |              |  |            |
| 29. Juni 2024 17:00 |              | Carlstad Crusaders | 42 : 28 | Oslo Vikings |  | Sola Arena |
| 29. Juni 2024 17:00 | Spielbericht | Carlstad Crusaders |         | Oslo Vikings |  | Sola Arena |

|                     |              | {{{Spiel}}}             |         |                     |  |                 |
| 29. Juni 2024 18:00 |              | Stockholm Mean Machines | 30 : 27 | Tyresö Royal Crowns |  | Zinkensdamms IP |
| 29. Juni 2024 18:00 | Spielbericht | Stockholm Mean Machines |         | Tyresö Royal Crowns |  | Zinkensdamms IP |

### SM-final
|                    |                                      | {{{Spiel}}}        |         |                         |  |                               |
| 6. Juli 2024 17:00 |                                      | Carlstad Crusaders | 51 : 22 | Stockholm Mean Machines |  | Tyresövallen Zuschauer: 1.117 |
| 6. Juli 2024 17:00 | (21:3, 0:11, 23:0, 7:8) Spielbericht | Carlstad Crusaders |         | Stockholm Mean Machines |  | Tyresövallen Zuschauer: 1.117 |